# Entracque
Entracque (piemontiul: Entràive vagy Entrèive, okcitánul: Antràigue vagy Entràiguas) település Olaszországban, Piemont régióban, Cuneo megyében. Lakosainak száma 762 fő (2023. január 1.). Entracque Limone Piemonte, Roaschia, Valdieri, Vernante, Belvédère, La Brigue és Saint-Martin-Vésubie községekkel határos.

## Népesség
A település lakossága az elmúlt években az alábbi módon változott:
| Lakosok száma | 835  | 848  | 762  |
|               | 2017 | 2018 | 2023 |